# Stupava
Stupava (mađ: Stomfa, njem: Stampfen) je grad u Bratislavskom kraju u zapadnoj Slovačkoj. Grad upravno pripada Okrugu Malacky.

## Zemljopis
Grad se nalazi u nizinskom dijelu Slovačke podno Mali Karpata, oko 15 km sjeverno od Bratislave na nadmorskoj visini od 182 metra i ima površinom od 67,17 km². Osim glavnog dijela Stupava, također je mu pripada i naselje Mást (njemački: Maaßt; mađarski: Mászt) koja se nalazi južno od grada.

## Povijest
Prvi tragovi naselja na području grada su iz brončanog doba, a prvi poznati stanovnici bili su Kelti. Rimljani su sagradili vojni stanica kao Dunavu. Prvi pisani spomen o gradu je iz 1269. godine u dokumentu kralja Bele IV. pod imenom Ztumpa. Grad se razvijao većinom kao poljoprivredno naselje. Naziv grada dolazi od mlinova na Stupavskom potoku, koji su korišteni za izdvajanje ulja iz lana i konoplje.

## Stanovništvo
| Godina:     | 1993. | 2003.   | 2013.    | 2023.    |
| ----------- | ----- | ------- | -------- | -------- |
| Broj ljudi: | 7898  | 8206    | 9944     | 12 803   |
| Razlika:    |       | +3,89 % | +21,17 % | +28,75 % |

| Godina:     | 2022.  | 2023.   |
| ----------- | ------ | ------- |
| Broj ljudi: | 12 685 | 12 803  |
| Razlika:    |        | +0,93 % |

Po popisu stanovništva iz 2001. godine grad je imao 8.063 stanovnika.

### Etnički sastav
- Slovaci - 96,7%
- Česi - 1%
- Mađari - 0,5%

### Religija
- rimokatolici - 70,4%
- ateisti - 19,5%
- luterani - 2%

## Vanjske poveznice
- Službena stranica grada

### Ostali projekti
|  | Zajednički poslužitelj ima još gradiva o temi Stupava |